# Gran Casablanca
Gran Casablanca (en francès: Grand Casablanca, en àrab: جهة الدار البيضاء الكبرى) era una de les setze regions en què està organitzat el Marroc abans de la reforma administrativa de 2015. La seva capital era Casablanca.
La regió està situada al nord-oest del país, a la costa de l'oceà Atlàntic, sent la regió més poblada del Marroc. Al nord limita amb Rabat-Salé-Zemmour-Zaer, al sud amb Doukkala-Abda i a l'est amb Chaouia-Ouardigha.
Des de 2015 s'ha integrat amb les províncies d'El Jadida i de Sidi Bennour de l'antiga regió de Doukkala-Abda així com les províncies de Settat, Benslimane i Berrechid de l'antiga regió de Chaouia-Ouardigha en la nova regió de Casablanca-Settat.

## Demografia
| 3.100.000                                             | 3.728.824 | 4.055.807 |
| 1994: avaluació, 2004 : cens oficial ; 2010 : càlcul. |           |           |

## Prefectures i províncies
| Subdivisions             | Població en 1994 | Població en 2004 |
| ------------------------ | ---------------- | ---------------- |
| Prefectura de Casablanca | 2.717.125        | 2.949.805        |
| Prefectura de Mohammédia | 257.001          | 322.286          |
| Província de Nouaceur    | 89.582           | 236.119          |
| Província de Médiouna    | 62.609           | 122.851          |

## Walis de Gran Casablanca
El càrrec fou creat el 27 de juliol de 1981 pel rei Hassan II del Marroc.
| Walis                 | Inici                  | Fi                                          |
| --------------------- | ---------------------- | ------------------------------------------- |
| Khalid Safir          | octubre 2013           |                                             |
| Mohamed Boussaïd      | 11 de maig de 2012     | octubre 2013 (Nomenat ministre de finances) |
| Mohamed Halab         | 22 de gener de 2009    | 11 de maig de 2012                          |
| Mohamed Kabbaj        | 24 de juny de 2005     | 22 de gener 2009                            |
| M'hamed Dryef         | 27 de març de 2003     | 24 de juny de 2005                          |
| Driss Benhima         | juliol 2001            | 26 de març de 2003                          |
| Moulay Slimane Alaoui | 31 de desembre de 1999 | juliol de 2001                              |
| Hassan Ouchen         | 3 d'octubre de 1998    | 31 de desembre de 1999                      |
| Hammouda El Caïd      | 1995?                  | 3 octubre 1998                              |
| Ahmed Moutii          | vers 1991              | 1995?                                       |
| Ahmed Fizazi          | 27 de juliol de 1981   | vers 1991                                   |